# جیکوب پبلی
جیکوب پبلی (انگلیسی: Jacob Pebley؛ زادهٔ ۱۷ سپتامبر ۱۹۹۳) ورزشکار ورزش شنا اهل ایالات متحده آمریکا است.
وی در مسابقات کشوری و بین‌المللی در مجموع برندهٔ ۳ مدال نقره و ۱ مدال برنز شده‌است.